# Edmund Majkowski
Edmund Mikołaj Majkowski (ur. 10 września 1929 w Przasnyszu, zm. 19 lutego 2009) – artysta rzeźbiarz, specjalizujący się w tematyce batalistycznej i historycznej. 

## Życiorys
Syn Czesława i Władysławy z Mosakowskich. Absolwent Akademii Sztuk Pięknych w Warszawie (1955), uczył się w pracowniach prof. Franciszka Strynkiewicza i prof. Mariana Wnuka. 
Tworzył głównie w formach ceramicznych: kamionce i sztucznym kamieniu, także w brązie. Jest autorem wielu pomników, fryzów, płaskorzeźb, wypukłorzeźb, medali. Stała Galeria Rzeźby Batalistycznej Edmunda Majkowskiego czynna jest w Muzeum Wojska w Białymstoku. Ponadto prace Majkowskiego można oglądać w zbiorach Muzeum Wojska Polskiego w Warszawie, Muzeum Sztuki Medalierskiej we Wrocławiu i Muzeum Historycznym w Przasnyszu. Pojedyncze prace zakupiły: petersburski Ermitaż i Galeria Tretiakowska w Moskwie.
W latach 1986–1989 był członkiem Ogólnopolskiego Komitetu Grunwaldzkiego. W latach 1955–1983 był członkiem Związku Polskich Artystów Plastyków, sekretarzem Sekcji Rzeźby Zarządu Głównego w latach 1977-83.
Bohater filmu dokumentalnego: Kawał życia Edmunda Majkowskiego – rzeźbiarza w reżyserii Janusza Horodniczego i Krzysztofa Wojciechowskiego (1999).
Mieszkał w Józefowie pod Warszawą. W 2004 otrzymał statuetkę Przasnyskiego Koryfeusza. 30 października 2008 r. otrzymał godność Honorowego Obywatela Miasta Przasnysza.

## Ważniejsze realizacje

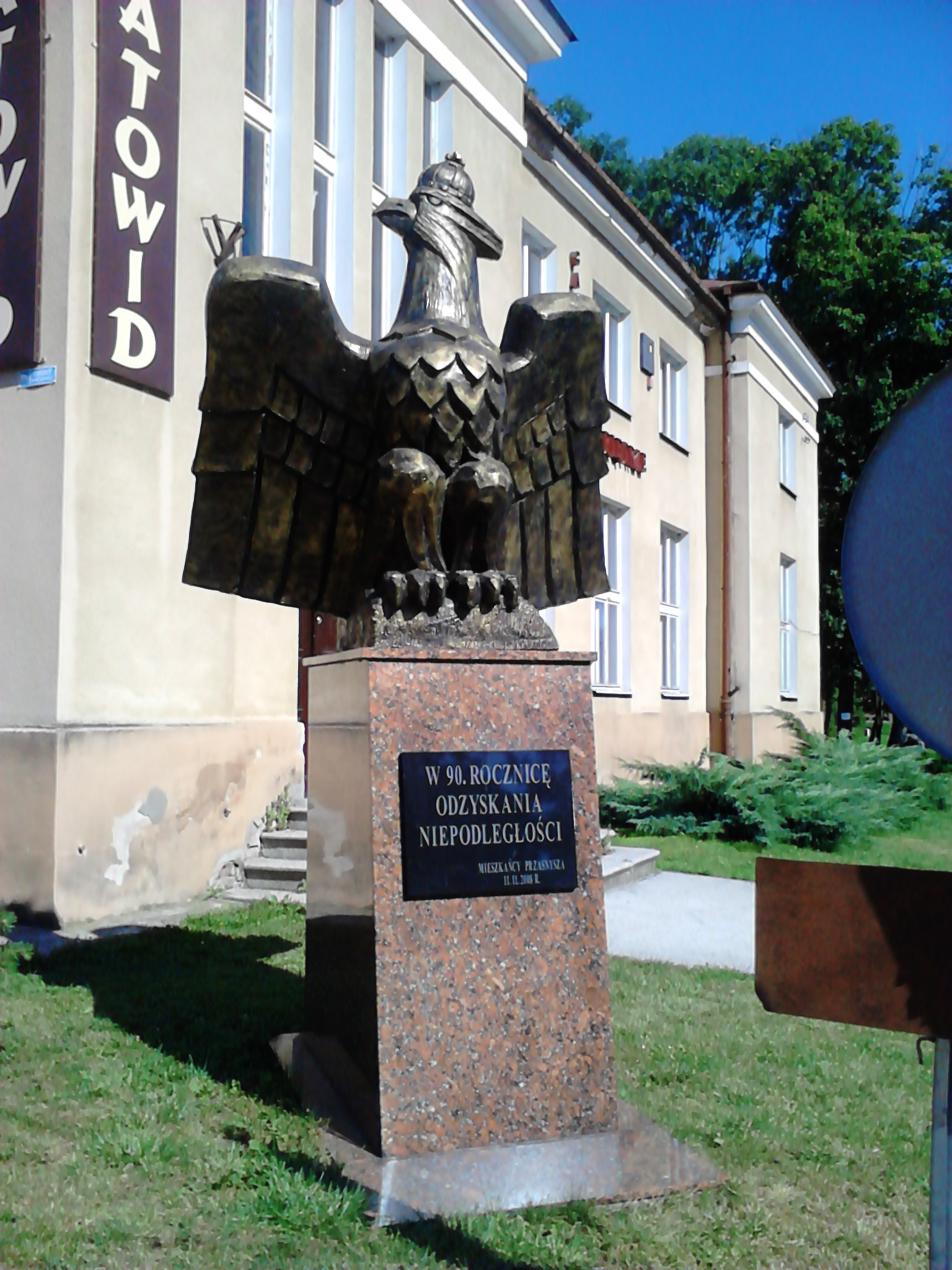
Pomnik Niepodległości w Przasnyszu z 2008

- 1960 - Fryz "Bitwa pod Grunwaldem", Olsztyn, zamek
- 1962 - Pomnik Nadania Praw Miejskich w Przasnyszu
- 1962 - Płaskorzeźba na gmachu Prezydium Powiatowej Rady Narodowej w Przasnyszu
- 1962 - Płaskorzeźba "Bitwa pod Zwłodziem" w parku w Przasnyszu
- 1963 - Płaskorzeźba "Mury Warszawy" w Warszawie, Cytadela, Brama Straceń
- 1963 - Wypukłorzeźba "Spoza gór i rzek" w Warszawie, Akademia Sztabu Generalnego w Rembertowie
- 1964 - Wypukłorzeźba "Obrona Warszawy" w Warszawie, Muzeum Wojska Polskiego
- 1965 - Płaskorzeźba na gmachu Domu Rzemiosła w Przasnyszu
- 1965 - Pomnik Żołnierzy Poległych na Wale Pomorskim w Wałczu
- 1966 - Płaskorzeźba "Mazovia" na podwórzu domu przy ulicy Celnej w Warszawie
- 1968 - Pomnik Żołnierzy Radzieckich w Malborku
- 1969 - Pomnik Tadeusza Kościuszki w Chorzelach
- 1971 - Pomnik Walki i Zwycięstwa w Gostyninie
- 1974 - Płaskorzeźba "My ze spalonych wsi" na pawilonie przy ulicy Wiolinowej 15 na warszawskim Ursynowie
- 1975 - Wypukłorzeźba "Michał Okurzały" w Przasnyszu
- 1975 - Fryz "Polowanie z sokołem", dar Przewodniczącego Rady Państwa PRL dla prezydenta Iraku
- 1976 - Płaskorzeźba "Orzeł Wolności" (Libia)
- 1977 - Płaskorzeźba "Honor i Ojczyzna" na pawilonie przy ulicy Wiolinowej 15 na warszawskim Ursynowie
- 1977 - Pomnik Tadeusza Kościuszki w Długosiodle
- 1978 - Pomnik Żołnierzy Polskich w Wyszkowie
- 1978 - Płaskorzeźba "Wyzwolenie" (Angola)
- 1980 - Wypukłorzeźba "Grajkowie" na ścianie Domu Rodzinnego przy ul. Koński Jar 6 w Warszawie
- 1983 - Pomnik Ofiar II Wojny Światowej w Józefowie k. Warszawy
- 1991 - Pomnik Tadeusza Kościuszki w Kamieńsku
- 2004 - Pomnik Husarza Polskiego na terenie Cytadeli w Warszawie
- 2008 - Pomnik Niepodległości w Przasnyszu

## Odznaczenia i nagrody
- Krzyż Kawalerski Orderu Odrodzenia Polski
- Złoty Medal „Za zasługi dla obronności kraju”
- Srebrny Medal „Za zasługi dla obronności kraju”
- Brązowy Medal „Za zasługi dla obronności kraju”
- Odznaka „Zasłużony Działacz Kultury”
- Nagrody resortowe III stopnia (1963), II stopnia (1974, 1978), I stopnia (1983)
- Nagroda Województwa Warszawskiego (1970)
- Nagroda I stopnia Ministra Obrony Narodowej w dziedzinie plastyki (z okazji 45-lecia LWP, 1988)
- Nagroda Wojewody Białostockiego (1982)